# Бадзьо Юрій Васильович
Ю́рій Васи́льович Бадзьо́ (25 квітня 1936, Копинівці, нині Мукачівського району Закарпатської області — 1 вересня 2018, Київ) — український літературознавець, публіцист, громадсько-політичний діяч, учасник національно-демократичного руху в Україні від початку 1960-х років.

## Життєпис
Народився 25 квітня 1936 року в селі Копинівці, Мукачівського району Закарпатської області в багатодітній селянській родині.
1958 року закінчив філологічний факультет Ужгородського державного університету. В 1958—1961 роках — учитель, директор восьмирічної школи на Мукачівщині, член бюро райкому ЛКСМУ.
1961—1964 — аспірант, 1964—1965 — молодший науковий співробітник Інституту літератури імені Тараса Шевченка АН УРСР. Кандидатську дисертацію «Критерій правди в оцінці літературно-художнього твору» не захистив через переслідування.
1961—1964 — член Ради першого в Україні неформального об'єднання національно-демократичного напряму — Київського клубу творчої молоді. За участь у шевченківських вечорах та акції протесту проти політичних арештів під час прем'єри фільму Сергія Параджанова «Тіні забутих предків» у серпні 1965 року звільнено з роботи та виключено з КПРС.
Впродовж 1965—1974 років був безробітним, викладачем, коректором, редактором, 1974—1979 — вантажником. У 1972—1979 роках підготував працю «Право жити» про колоніальне становище України, рукопис якої (1400 сторінок) викрали з квартири. За антирадянську пропаганду засуджений 12 грудня 1979 року на 7 років ув'язнення, яке відбував у таборі Дубравлагу ЖХ-385/3-5 у селищі Барашево, (нині Республіка Мордовія, РФ) та 5 — заслання (смт Хандига, нині Республіка Саха, РФ). Через відмову писати клопотання про звільнення вийшов на волю лише 9 грудня 1988 року.
Впродовж 1989—1990 років працював завідувачем відділу Товариства української мови імені Тараса Шевченка, 1990—1992 — голова Національної ради Демократичної партії України. З червня 1993 року працював науковим редактором в Інституті філософії НАН України. Член Спілки письменників України з 1996 року. Лавреат премії Фундації Омеляна і Тетяни Антоновичів (1999).
Автор численних публіцистичних статей, звернень, заяв про українських письменників, українську літературу, перекладів з німецької мови в періодичних виданнях.

## Родина
1963 року в Інституті літератури АН УРСР Юрій Бадзьо знайомиться зі Світланою Кириченко, в якій знаходить вірного однодумця та подругу. 1964 року вони одружуються. Батько двох дітей — син і донька.

## Вшанування пам'яті
У місті Мукачево вулицю Невського перейменували на вулицю Юрія Бадзьо.
У місті Ужгород вулицю Ісака Дунаєвського перейменували на вулицю Юрія Бадзьо.

## Нагороди
- Орден «За заслуги» ІІІ ступеня (2005)[1]
- Орден «За заслуги» ІІ ступеня (2009)[2]

## Твори
- Відкритий лист: До Президії Верховної Ради Союзу РСР та Центрального Комітету КПРС. — Нью-Йорк, 1980
- Влада-опозиція-держава в Україні сьогодні. Думки проти течії. [Архівовано 27 липня 2018 у Wayback Machine.] — К. : Смолоскип, 1994. — 28 с. 50000 прим. ISBN 0-914834-71-1
- Право жити: Україна в складі СРСР, людина в системі тоталітарного соціалізму. — К. : Таксон, 1996. — 400 с. 2500 прим. ISBN 966-7128-01-6
- Національна ідея і національне питання. К.: Смолоскип, 2000. 52 с. ISBN 966-7332-47-0
- Думки про течії // Тисяча років української суспільно-політичної думки: У 9 т. — К. : Дніпро, 2001. — Т. 9. — С. 321-338
- Український вибір. — К. : Смолоскип, 2004. — 54 с. 10000 прим. ISBN 966-8499-10-7
- Війна і зрада. Полювання на президента Віктора Ющенка триває. К.: Простір, 2008. 40 с. 5000 прим. ISBN 978-966-2068-09-2
- Бойові генерали, сивоусі парубки з української вулиці і троянська кобила історичного прогресу. — К., 2010. — 152 с. 1000 прим. ISBN 978-966-2068-16-0

## Інтерв'ю
- 1999. Бадзьо, Юрій.  Право жити  : інтерв'ю останнього політв'язня СРСР про себе і свою боротьбу / вів Олександр Гаврош // Старий Замок. — 1999. — 26 серпня. — С. 12—13: фот. / Олександр Гаврош: між журналістикою та літературою: Бібліографічний покажчик, № 1252, стор. 133.
- 2010. Бадзьо, Юрій.  «Удруге Росія нас із своїх пазурів не випустить»  : правозахисник, публіцист із Закарпаття про причини і наслідки того, що в Україні забракло українських сил: інтерв'ю / вів Олександр Гаврош // Старий Замок. Паланок. — 2010. 29 квітня — 5 травня. — С. 20.: кольор. іл. / Олександр Гаврош: між журналістикою та літературою: Бібліографічний покажчик, № 1368, стор. 146.